# Loxosceles apachea
La araña violinista de los apaches (Loxosceles apachea) es una especie de araña araneomorfa  de la familia Sicariidae. Esta especie se distribuye en la porción sur de EE.UU (en los estados de Arizona, Nuevo México y Texas). y en el norte y centro-norte de México (estados de Aguascalientes, Chihuahua, Hidalgo y Zacatecas), por lo que su distribución conocida es dentro del Desierto Chihuahuense.De hecho el nombre específico "apachea" le fue asignado haciendo referencia a la etnia apache, que habitó en buena parte de esa zona.
Hasta antes de 1983 se consideraba que era la misma especie que Loxosceles arizonica, pero un análisis detallado de las estructuras genitales reveló que debía tratarse como una especie diferente (Gertsch y Ennik, 1983). Así, se considera que L. apachea puede diferenciarse de L. arizonica por las siguientes características: en las hembras, los receptáculos del epiginio son pequeños, con lóbulos robustos, cortos y orientados a la parte media de la región genital; en cuanto a los machos, el émbolo es más largo que el ancho del bulbo y se ensancha en el margen interno.
Referencias
1. Gertsch, W. J. y F. Ennik. 1983. The spider genus Loxosceles in North America, Central America and the West Indies (Araneae, Loxoscelidae). Bulletin of the American Museum of Natural History.  175: 1-360
2. Santiago-García, D., A. M. Claros-Guzmán y C. R. Lucio-Palacio. 2009. Nuevo registro de Loxosceles (Araneae: Sicariidae) para el estado de Aguascalientes, México. Dugesiana. 16: 79-80.